# つる座アルファ星
つる座α星は、つる座の恒星で2等星。本来は明るく、青白く輝く星だが、日本では地平線低くしか昇らない。

## 概要
自転速度が非常に速く、赤道付近ではあたり236km/sである。太陽の3.6倍の半径のつる座α星が、1日未満で自転している計算になる。水素による核融合の最終段階にあると考えられている。

## 名称
バイエル符号はα Gruis（略称はα Gru）。アルナイル (Alnair) という固有名を持つ。これはアラビア語で「輝くもの、光り輝くもの」「明るいもの」を意味する النير（発音：اَلنَّيِّر, al-nayyir, アン＝ナイイル）という言葉に由来する。
20世紀の中頃からケンタウルス座ζ星もこの名前で呼ばれるようになっていたが、2016年7月20日に国際天文学連合の恒星の命名に関するワーキンググループ (Working Group on Star Names, WGSN) は、Alnair をつる座α星の固有名として正式に承認した。